# Platygastridae
Die Platygastridae sind eine Hautflüglerfamilie in der Überfamilie Platygastroidea. Sie geht auf den irischen Entomologen Alexander Haliday im Jahr 1833 zurück, der damals das Taxon Platygastres einführte. Die Typusgattung ist Platygaster Latreille, 1809.

## Merkmale
Die Hautflügler sind meist 1–2 Millimeter lang. Im Folgenden eine Beschreibung basierend auf Chen et al. (2021).  Die weiblichen Fühler weisen 5–8 Geißelglieder auf. Die männlichen Fühler weisen ein geschlechtsspezifisches Glied A4 oder A5 auf. Eine frontale Vertiefung ist nicht vorhanden. Eine malare Furche kann vorhanden sein oder fehlen. Die pronotale Halsfurche ist mit oder ohne Borsten. Das Mesoscutum ist annähernd breit wie lang. Eine transepisternale Linie kann vorhanden sein oder fehlen. Eine mesepimerale Furche fehlt. Bei den geflügelten Formen fehlt gewöhnlich die Flügelader r-rs. Falls sie doch vorhanden ist, ist sie extrem kurz. Im Falle dass R1 vorhanden ist, ist sie sehr kurz, nicht den Costalrand erreichend. Die tibiale Spornformel ist entweder 1-1-1, 1-1-2 oder 1-2-2. Das Metasoma weist ausgeprägte Laterotergite auf, entweder breite oder schmale. T2 ist deutlich das längste metasomale Tergit. Die Nähte zwischen den metasomalen Tergiten und Sterniten sind einfach gestaltet, ohne Grübchen entlang dem Vorderrand, oder im Falle deren Vorhandenseins nur an den Vorderrändern von T1 und T2. S1 ist nicht seitlich komprimiert. S1 reicht typischerweise vorne nicht bis zwischen die hinteren Coxae.

## Systematik
Die Platygastridae umfassen etwa 69 Gattungen (rezente und fossile) mit etwa 1100 beschriebenen Arten. 
Die Platygastridae werden in folgende Unterfamilien gegliedert:
- Platygastrinae – etwa 43 Gattungen
- Sceliotrachelinae – etwa 26 Gattungen

Die Gattung Orwellium wird in der Familie als incertae sedis geführt.

## Verbreitung
Die Platygastridae besitzen eine kosmopolitische Verbreitung.

## Lebensweise
Die Platygastrinae sind als Parasitoide von Gallmücken (Cecidomyiidae) bekannt. Die Sceliotrachelinae sind überwiegend Eiparasitoide von Käfern (darunter Bockkäfer und Rüsselkäfer) und Zikaden (darunter Schmetterlingszikaden). Einige Sceliotrachelinae parasitieren Nymphenstadien von Pflanzenläusen (darunter Schmierläuse) und Larven von Grabwespen der Familie Crabronidae.